# Sindicat Agrícola d'Artés
El Sindicat Agrícola d'Artés és una obra del municipi d'Artés (Bages) inclosa en l'Inventari del Patrimoni Arquitectònic de Catalunya.

## Descripció
Es tracta d'un conjunt d'edificis del Sindicat Agrícola d'Artés i del Celler Cooperatiu i dependències annexes. Construït entre 1935 i 1950 en un estil funcional i molt neutre; són formants per naus rectangulars cobertes a doble vessants, i amb diferents orientacions, que formen patis i un gran recinte tancat al sector de tramuntana per l'edifici de les oficines i administració de sindicat, format per dos pisos.

## Història
El Sindicat Agrícola d'Artés fou creat l'any 1908 per mossèn Martí Sanglas a conseqüència de la gran tradició en el correu de la vinya a tota la vall d'Artés. Aquesta agrupació sensibilitzà els pagesos per crear un celler cooperatiu, que començà a construir-se el 1929 sota l'empenta del jove agricultor Josep Solergibert.
A partir de la fundació de la cooperativa comença la producció de vins de taula i escumosos; l'any 1935 començà a elaborar-se vi amb marca pròpia i el 1945 s'amplià la producció amb la de vins escumosos.
L'any 1929, a l'Exposició Internacional de Barcelona, s'hi presenten uns vins que són premiats amb medalla d'Or i diploma d'Honor.